# Мікунь
Мікунь (комі: і рос. Микунь) — місто (з 1959 р) в Усть-Вимському районі Республіки Комі Російської Федерації. Утворює міське поселення «Мікунь».

## Географія
Місто розташоване за 96 км (залізницею) і 108 км (по автомобільній асфальтованій дорозі) від Сиктивкара.
Мікунь знаходиться між річками Чаю, Дозморка і Чуб (правий приплив Дозморки), в 15 км від села Айкіно (райцентр Усть-Вимського району).

## Історія
Місто виникло в період будівництва Північної залізниці в кінці 1930-х (за даними А. В. Туркіна, 1937).
1940 р. — введена в дію електростанція.
1945 р. — при станції утворилося селище.
10 жовтня 1947 р. — Президія Верховної Ради Комі АРСР прийняла указ про віднесення нас. пункту Мікунь до категорії робітничих селищ. Президія Верховної Ради РРФСР затвердив цей указ 12 травня 1948, і Мікунь став робітничим селищем.
1947 р. — налічувалося 1823 вільнонаймані жителі, у тому числі 1046 робітників і 380 службовців; малися завод домобудівництва, 2 майстерні ширвжитку, лісопункт, електростанція, школа-семирічка, залізничне ремісниче училище, медпункт, дитячий садок, дитячі ясла, 2 столові, 3 пекарні, 3 магазини, 2 лазні, управління 9-ї дистанції колії придніпровської залізниці, 45 житлових будинків.
1948 р. — вступило в експлуатацію залізничне депо, відкрилася середня школа. При утворенні Мікуньської селищної ради до її складу увійшли радгоспи Мікунь і Шежам, залізнична станція Шежам. Передбачалося тоді ж включити до Мікуньської с/р станцію Чуб Залізничної с/р, але це сталося пізніше.
1956 р. — в Мікуньську с/р входили робітниче селище Мікунь, селище радгоспу Шежам, залізничної станції Шежам і Чуб.
Січень 1958 — січень 1961 рр. — з проведенням від Мікуні залізниць у Сиктивкар і на Удору, станція стала великим залізничним вузлом. Росло і робітниче селище. 23 березня 1959 року його було перетворено у місто районного підпорядкування.
1960 р. — міськраді підпорядковувалися селище Шежам і зал. станції Вежайка, Лісова, Пев'ю, Шежам і Яренга, в 1968 — селища Чаю і Шежам.
1992 р. — міськраді підпорядковувався селище Шежам.

## Населення
На 1 січня 2024 року населення міста 8288 осіб.

## Економіка
Підприємства залізничного транспорту. Компресорна станція (газ, нафта).
НПС «Мікунь» Транснефть

## Музеї, галереї, виставкові зали
- Музей історії Північної залізниці

## Архітектура, пам'ятки
- Будинок культури (був побудований за проектом репресованого художника Олексія Магомедова). За даними «Народної енциклопедії», проектувальником значиться Олексій Маєвський — відомий архітектор. І згадується як проектувальник репресований Борис Старчиков.

## Міста-побратими
- Котлас (Росія)

## Транспорт
В місті є станції Мікунь і Мікунь-2